# Halls Crossing
Halls Crossing és una concentració de població designada pel cens dels Estats Units a l'estat de Utah. Segons el cens del 2000 tenia 89 habitants.

## Demografia
Segons el cens del 2000, Halls Crossing tenia 89 habitants, 39 habitatges, i 20 famílies. La densitat de població era de 2,6 habitants per km².
Dels 39 habitatges en un 17,9% hi vivien nens de menys de 18 anys, en un 43,6% hi vivien parelles casades, en un 0% dones solteres, i en un 48,7% no eren unitats familiars. En el 25,6% dels habitatges hi vivien persones soles el 2,6% de les quals corresponia a persones de 65 anys o més que vivien soles. El nombre mitjà de persones vivint en cada habitatge era de 2,28 i el nombre mitjà de persones que vivien en cada família era de 2,9.
Per edats la població es repartia de la següent manera: un 19,1% tenia menys de 18 anys, un 24,7% entre 18 i 24, un 32,6% entre 25 i 44, un 22,5% de 45 a 60 i un 1,1% 65 anys o més.
L'edat mediana era de 30 anys. Per cada 100 dones de 18 o més anys hi havia 188 homes.
La renda mediana per habitatge era de 26.635 $ i la renda mediana per família de 61.250 $. Els homes tenien una renda mediana de 19.250 $ mentre que les dones 20.625 $. La renda per capita de la població era de 13.933 $. Cap de les famílies i el 30,3% de la població estaven per davall del llindar de pobresa.

## Poblacions més properes
El següent diagrama mostra les poblacions més properes.